# Schloss Sorau
Schloss Sorau (polnisch Zamek w Żarach) im heute polnischen Sorau umfasst das Bibersteinschloss (polnisch zamek Dewinów-Bibersteinów) und das Promnitzschloss (polnisch Pałac Promnitzów).

## Geschichte
Sorau bildete im Mittelalter das Zentrum einer Ritterschaft. Nach einigen Quellen wurde das Sorauer Land 1246 von Heinrich III. an die Dewin, die aus Böhmen stammten, übertragen. Die Anfänge des Schlosses werden mit den von Pack in Verbindung gebracht, die hier aus dem Meißnischen stammten und die Dewin 1280 ablösten. Im Jahr 1355 ging die Herrschaft Sorau in die Hände einer bedeutenden schlesisch-lausitzischen Familie Biberstein über, die hier jedoch nicht ihren Sitz hatten.
Mit dem Aussterben der Biebersteiner fiel nach einigen Zwischenstationen Sorau an die Grafen von Promnitz, während Forst mit Pförten (Brody) an den Grafen von Brühl kam. Beide Grafengeschlechter wetteiferten um die Gunst des damaligen Landesherren August des Starken, Kurfürst von Sachsen und König von Polen, und bauten ihre Schlösser als Reisestationen für den König aus.
Im Jahre 1558 kaufte Baltazar von Promnitz das Schloss und die umliegenden Besitzungen und baute es bald zu einer Renaissance-Residenz um. Erdmann II. ließ 1705 bis 1726 etappenweise nach Plänen von J. G. Simonetti  ein zweites Schloss errichten. Erdmann II. beschäftigte in den Jahren 1705 und 1706 den Komponisten Georg Philipp Telemann als Kapellmeister.
Im 19. Jahrhundert wurde das Schloss zu einem Gefängnisgebäude umgebaut, nach 1935 beherbergte es für kurze Zeit ein Museum.
Nach dem Zweiten Weltkrieg und der Übergabe Soraus an die Volksrepublik Polen wurden in den teilweise brandgeschädigten Mauern die Büros des Powiat Starosty (Landrat) untergebracht. Als die Büros ins Rathaus verlegt wurden, wurden die Innenräume, die den Krieg überstanden hatten, von den Anwohnern verwüstet. In den 1960er Jahren wurde ein Plan für den Ausbau des Gebäudes zum städtischen Kulturzentrum in Angriff genommen, was aber nicht umgesetzt wurde. Seitdem hat sich nicht viel geändert, und das Objekt wartet immer noch auf günstigere Umstände.

## Baugeschichte
Das Ensemble liegt im nordwestlichen Teil der Innenstadt Soraus und besteht aus einem Renaissancebau der Biberstein, einem Barockschloss der Promnitz, einem Torhaus, Schlossküchen, einem Sommerpalais und einem Park. Im Westen und Norden werden die Bauten vom alten Stadtgraben umgeben. Über den Hof hinweg führt im Obergeschoss ein Verbindungsgang zwischen dem westlichen Renaissancebau und dem östlichen Barockbau.
Das Renaissanceschloss steht an der Stelle einer gotischen Burg. Die Bauphasen der gotischen Burg lagen vermutlich 1280 bis 1299 und in den Jahren vor 1329. Ab 1355 unter den Biberstein wurden der Südflügel und der Verbindungsbau zwischen Westflügel und Bergfried erbaut. Eine erste Etappe des Renaissanceumbaus begann 1540, wobei Fassaden und Innenräume zeitgemäß umgestaltet wurden. Ein zweiter Renaissanceumbau dauerte von 1549 bis 1551. Aus dieser Phase stammen hofseitige Arkadengänge am Ost- und Südflügel. Die Fassade erhielt ihr heutiges Aussehen um 1700.
Im ersten Viertel des 18. Jahrhunderts wurde das heute dominante Barockschloss erbaut. In dieses wurden auch einige Gebäude der Vorburg sowie die von 1593 stammende Schlosskirche integriert. Auch am Südflügel finden sich Relikte eines Gebäudes vom Anfang des 17. Jahrhunderts mit Baudetails der Spätrenaissance.